# 영릉군
영릉군(零陵郡)은 중국의 옛 군현제의 군이다.

## 전한
원정 6년(기원전 111년)에 설치하였다.
형주에 속하였으며, 원시 2년(2년)의 인구조사에 따르면 호구 21,092호에 인구 139,378명이었다. 아래의 속현 목록은 한서 지리지를 따른 것으로 원연·수화 지간(기원전 8년) 무렵의 현황으로 여겨지며, 일반적으로 첫 현이 군의 치소이다. 10개 현(5개 현, 3개 후국, 2개 도)을 두었다.
| 현명     | 한자      | 대략적 위치              | 비고 |
| -------- | --------- | ------------------------ | --- |
| 영릉현   | 零陵縣    | 구이린시 취안저우현 남서 | 양해산(陽海山)에서 상수가 나와 북으로 영(酃)에 이르러 강수로 들어가니, 영릉·장사 두 군을 지나 2,530리를 간다.                              |
| 영도     | 營道      | 융저우시 닝위안현 동남   | 남쪽에 구의산(九疑山)이 있었다. |
| 시안현   | 始安縣    | 구이린시                 | |
| 부이후국 | 夫夷侯國  | 사오양시 사오양현 서     | |
| 영포현   | 營浦縣    | 융저우시 다오현 북동     | |
| 도량후국 | 都梁侯國  | 사오양시 우강시 북동     | 노산(路山)의 자수(資水)가 이곳에서부터 흘러, 북동으로 익양에 이르러 원수(沅水)로 들어가니, 영릉·장사 두 군을 지나 1,800리를 간다.          |
| 영도     | 泠道 伶道 | 융저우시 닝위안현 동     | 장사정왕의 아들 유매의 봉국이 이 도의 용릉향(舂陵鄕) 일대에 있었다가, 원제 초원 4년(기원전 45년)에 남양군 채양현의 백수향 일대로 옮겨졌다. |
| 천릉후국 | 泉陵侯國  | 융저우시 링링 구         | 장사정왕의 아들 유현의 봉국이다. 한서 왕자후표에서는 중릉(衆陵)이라 하는데, 오기이다.                                                      |
| 도양현   | 洮陽縣    | 구이린시 취안저우현 북서 | |
| 종무현   | 鍾武縣    | 헝양시 헝양현 서         | 후한 때 중안(重安)으로 고쳤다. |

## 신
왕망(王莽) 때는 구의(九疑)라고 하였으며, 다음 현의 이름을 고쳤다.
| 전한       | 신             |
| ---------- | -------------- |
| 영도(營道) | 구의정(九疑亭) |
| 영도(泠道) | 영릉(泠陵)     |
| 천릉(泉陵) | 단윤(漙閏)     |
| 도양(洮陽) | 도치(洮治)     |
| 종무(鍾武) | 종환(鍾桓)     |

## 후한
13성 212,284호 1,001,578명을 거느렸다.
| 현명     | 한자      | 대략적 위치                | 비고                                                                              |
| -------- | --------- | -------------------------- | --------------------------------------------------------------------------------- |
| 천릉현   | 泉陵縣    | 융저우 시 링링 구          |                                                                                   |
| 영릉현   | 零陵縣    | 구이린 시 취안저우 현 남서 | 현내에 양삭산(陽朔山)이 있었고 상수가 나온다.                                     |
| 영도     | 營道      | 융저우 시 닝위안 현 동남   | 현 남쪽에 구의산(九疑山)이 있었다.                                                |
| 영포현   | 營浦縣    | 융저우시 다오 현 북동      |                                                                                   |
| 영도     | 泠道 伶道 | 융저우시 닝위안현 동       |                                                                                   |
| 도양현   | 洮陽縣    | 구이린시 취안저우현 북서   |                                                                                   |
| 도량현   | 都梁縣    | 사오양시 우강시 북동       | 현내에 노산(路山)이 있었다.                                                       |
| 부이후국 | 夫夷侯國  | 사오양 시 사오양현 서      |                                                                                   |
| 시안후국 | 始安候國  | 구이린시                   |                                                                                   |
| 중안후국 | 重安候國  | 헝양 시 헝양 현 서북       | 본래 종무현(鐘武縣)이었으나 128년(후한 순제 영건 3년) 지금의 이름으로 개명되었다. |
| 상향현   | 湘鄕縣    | 샹탄 시 샹샹 시            | 촉한의 재상이었던 장완이 태어난 곳이다.                                           |
| 소양현   | 昭陽縣    | 사오양 시 사오둥 현 북동   |                                                                                   |
| 증양현   | 烝陽縣    | 사오양 시 사오둥 현 동남   | 본래 장사군에 속했다. 유파가 태어난 곳이다.                                       |

## 군수·태수

### 후한
- 양선(영제 시기)